# Temporada 1952-53 de los New York Knicks
La temporada 1952-53 fue la séptima de los New York Knicks en la NBA. La temporada regular acabó con 47 victorias y 23 derrotas, clasificándose para los playoffs, en los que acabaron subcampeones de liga, tras perder en las finales ante los Minneapolis Lakers por segundo año consecutivo.

## Elecciones en elDraft
| Ronda | Puesto | Jugador      | Posición  | Nacionalidad   | Universidad |
| ----- | ------ | ------------ | --------- | -------------- | ----------- |
| 1     | 5      | Ralph Polson | Ala-Pívot | Estados Unidos | Whitworth*  |
| 3     | 26     | Dick Bunt    | Base      | Estados Unidos | New York    |
| 4     | 36     | Bert Cook    | Escolta   | Estados Unidos | Utah State  |
| 8     | 76     | Dick Surhoff | Alero     | Estados Unidos | Long Island |

## Temporada regular
| División Central      | División Central | División Central | División Central | División Central | División Central | División Central | División Central | División Central |
| Equipo                | G                | P                | %                | PD               | Casa             | Fuera            | Neutral          | Div              |
| --------------------- | ---------------- | ---------------- | ---------------- | ---------------- | ---------------- | ---------------- | ---------------- | ---------------- |
| x-New York Knicks     | 47               | 23               | .671             | -                | 22-4             | 15-14            | 10-5             | 30-10            |
| x-Syracuse Nationals  | 47               | 24               | .662             | 0.5              | 32-2             | 10-20            | 5-2              | 26-15            |
| x-Boston Celtics      | 46               | 25               | .648             | 1.5              | 21-3             | 11-18            | 14-4             | 28-13            |
| x-Baltimore Bullets   | 16               | 54               | .229             | 31               | 11-20            | 1–19             | 4-15             | 10-30            |
| Philadelphia Warriors | 12               | 57               | .174             | 34.5             | 5-12             | 1–28             | 6-17             | 7-33             |

## Playoffs

### Semifinales de División
New York Knicks - Baltimore Bullets
| Fecha       | Partido                                  | Ciudad     |
| ----------- | ---------------------------------------- | ---------- |
| 17 de marzo | New York Knicks 80, Baltimore Bullets 62 | Nueva York |
| 20 de marzo | Baltimore Bullets 81, New York Knicks 90 | Baltimore  |
|             | New York gana las series 2-0             |            |

### Finales de División
New York Knicks vs. Boston Celtics
| Fecha       | Partido                                | Ciudad     |
| ----------- | -------------------------------------- | ---------- |
| 23 de marzo | New York Knicks 95, Boston Celtics 91  | Nueva York |
| 26 de marzo | Boston Celtics 86, New York Knicks 70  | Boston     |
| 28 de marzo | New York Knicks 101, Boston Celtics 82 | Nueva York |
| 29 de marzo | Boston Celtics 75, New York Knicks 82  | Boston     |
|             | New York gana las series 3-1           |            |

### Finales de la NBA
Minneapolis Lakers - New York Knicks
| Fecha       | Partido                                   | Ciudad      |
| ----------- | ----------------------------------------- | ----------- |
| 4 de abril  | Minneapolis Lakers 88, New York Knicks 96 | Minneapolis |
| 5 de abril  | Minneapolis Lakers 73, New York Knicks 71 | Minneapolis |
| 7 de abril  | New York Knicks 75, Minneapolis Lakers 90 | Nueva York  |
| 8 de abril  | New York Knicks 69, Minneapolis Lakers 71 | Nueva York  |
| 10 de abril | New York Knicks 91, Minneapolis Lakers 84 | Nueva York  |
|             | Minneapolis gana las finales 4-1          |             |

## Estadísticas
| Rk | Jugador           | Edad | P  | PT | MP   | TC  | TCI  | %TC  | 3P | 3PI | %3P | TL  | TLI | %TL   | RO | RD | RT   | AS  | RB | TAP | BP | FP  | PTS  |
| 1  | Carl Braun        | 25   | 70 |    | 33.1 | 4.6 | 11.5 | .400 |    |     |     | 4.7 | 5.7 | .825  |    |    | 3.3  | 3.5 |    |     |    | 4.1 | 14.0 |
| 2  | Harry Gallatin    | 25   | 70 |    | 33.3 | 4.0 | 9.1  | .444 |    |     |     | 4.3 | 6.1 | .700  |    |    | 13.1 | 1.8 |    |     |    | 3.2 | 12.4 |
| 3  | Ernie Vandeweghe  | 24   | 61 |    | 28.6 | 4.5 | 10.2 | .435 |    |     |     | 3.1 | 4.0 | .766  |    |    | 5.6  | 2.4 |    |     |    | 4.0 | 12.0 |
| 4  | Max Zaslofsky     | 27   | 29 |    | 24.9 | 4.2 | 11.0 | .384 |    |     |     | 3.4 | 4.9 | .690  |    |    | 2.6  | 1.9 |    |     |    | 2.8 | 11.9 |
| 5  | Connie Simmons    | 27   | 65 |    | 26.3 | 3.7 | 9.8  | .377 |    |     |     | 3.8 | 5.2 | .732  |    |    | 7.0  | 2.0 |    |     |    | 3.9 | 11.2 |
| 6  | Nathaniel Clifton | 30   | 70 |    | 35.7 | 3.9 | 11.3 | .343 |    |     |     | 2.9 | 4.9 | .583  |    |    | 10.9 | 3.3 |    |     |    | 3.9 | 10.6 |
| 7  | Vince Boryla      | 25   | 66 |    | 33.3 | 3.8 | 10.4 | .370 |    |     |     | 2.5 | 3.0 | .821  |    |    | 3.5  | 2.5 |    |     |    | 3.4 | 10.2 |
| 8  | Dick McGuire      | 27   | 61 |    | 29.2 | 2.3 | 6.1  | .381 |    |     |     | 2.5 | 4.4 | .569  |    |    | 4.6  | 4.9 |    |     |    | 2.8 | 7.2  |
| 9  | Alfred McGuire    | 24   | 58 |    | 21.2 | 1.9 | 4.9  | .390 |    |     |     | 2.2 | 3.5 | .637  |    |    | 2.9  | 2.5 |    |     |    | 3.6 | 6.1  |
| 10 | Ray Lumpp         | 29   | 6  |    | 16.5 | 1.3 | 5.0  | .267 |    |     |     | 2.0 | 2.0 | 1.000 |    |    | 3.7  | 2.5 |    |     |    | 2.8 | 4.7  |
| 11 | Ralph Polson      | 23   | 3  |    | 12.3 | 1.0 | 3.0  | .333 |    |     |     | 1.3 | 2.0 | .667  |    |    | 2.7  | 0.7 |    |     |    | 2.7 | 3.3  |
| 12 | Dick Bunt         | 22   | 14 |    | 10.4 | 0.9 | 3.8  | .226 |    |     |     | 1.2 | 1.8 | .680  |    |    | 0.9  | 0.7 |    |     |    | 1.3 | 2.9  |
| 13 | Dick Surhoff      | 23   | 26 |    | 7.2  | 0.5 | 2.3  | .213 |    |     |     | 0.7 | 1.2 | .633  |    |    | 1.0  | 0.3 |    |     |    | 1.4 | 1.7  |
| 14 | Sherwin Raiken    | 24   | 6  |    | 10.5 | 0.5 | 3.5  | .143 |    |     |     | 0.5 | 1.3 | .375  |    |    | 1.3  | 1.0 |    |     |    | 1.7 | 1.5  |